# Route nationale 559b
La route nationale 559b ou RN 559b était une route nationale française reliant le Beausset à Bandol. À la suite de la réforme de 1972, elle a été déclassée en RD 559b.

## Ancien tracé du Beausset à Bandol (D 559b)
- Le Beausset (km 0)
- Le Plan-du-Castellet (km 4)
- Bandol (km 8)